# Tallavmal
Tallavmal (Infurcitinea ignicomella) är en fjärilsart som beskrevs av Gustav Heinrich Heydenreich 1851. Tallavmal ingår i släktet Infurcitinea och familjen äkta malar. Arten är reproducerande i Sverige. Inga underarter finns listade i Catalogue of Life.